# چیلیک
چیلیک (به بلغاری: Chilik) یک منطقهٔ مسکونی در بلغارستان است که در شهرستان کاردژالی واقع شده‌است.